# Besse (Cantal)
Besse település Franciaországban, Cantal megyében. Lakosainak száma 131 fő (2022. január 1.). Besse Pleaux, Saint-Cirgues-de-Malbert, Sainte-Eulalie és Saint-Martin-Cantalès községekkel határos.

## Népesség
A település népességének változása:
| Lakosok száma | 199  | 159  | 153  | 137  | 126  | 125  | 126  | 130  | 129  | 131  |
|               | 1968 | 1982 | 1990 | 2006 | 2013 | 2015 | 2017 | 2019 | 2020 | 2022 |